# Rio Capivari (Rio de Janeiro)
O Rio Capivari é um rio que banha os municípios de Duque de Caxias e Belford Roxo, no estado do Rio de Janeiro, no Brasil.

## Etimologia
"Capivari" procede do tupi antigo kapibary, que significa "rio das capivaras".

## História
No início de 2013, durante as enchentes que destruíram Xerém, o rio Capivari devastou todos os bairros desse distrito.